# Baldissero Torinese
Baldissero Torinese (piemontesisch Baudsé oder Baudissé) ist eine Gemeinde in der italienischen Metropolitanstadt Turin (TO), Region Piemont.

## Lage und Einwohner
Baldissero Torinese liegt 12 km östlich von Turin in hügeliger Landschaft. Das Gemeindegebiet umfasst eine Fläche von 15 km² und hat 3728 Einwohner (Stand 31. Dezember 2023). Zur Gemeinde zählen die Fraktionen (Frazioni) Rivodora, Superga, San Quirico, Toetto, Borgo Nuovo, Tetti Berruto, Tetti Collo, Tetti None, Tetti Pietraforata, Tetti Piola, Tetti Ronchi und Tetti Valentino.
Die Nachbargemeinden sind Castiglione Torinese, Turin, San Mauro Torinese, Pavarolo, Pino Torinese und Chieri.

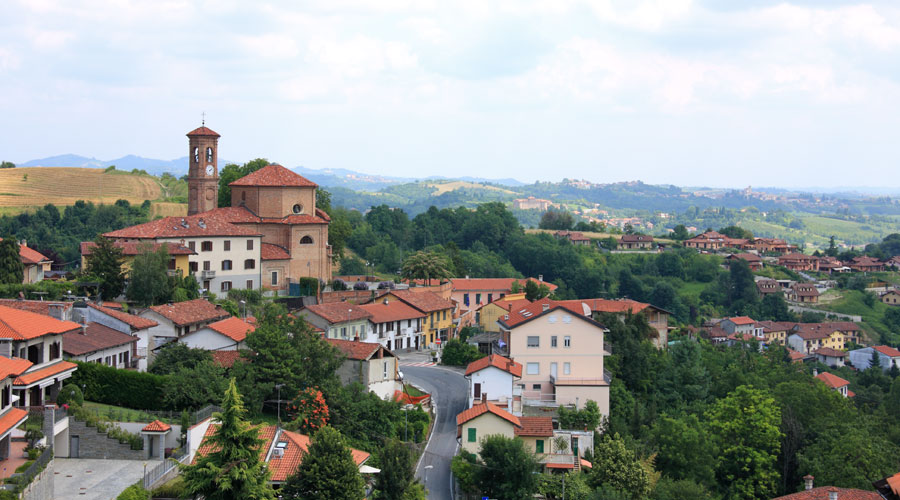
Panorama